# الجيل القادم
الجيل القادم (بالإنجليزية: Next Gen)‏ هو فيلم خيال علمي رسوم متحركة صيني كندي. أُصدر في جميع أنحاء العالم في 7 سبتمبر 2018 باستثناء الصين، على منصة الفيديو عند الطلب نتفليكس.

## ملخص القصة
حين تُكوّن «ماي» الوحيدة صداقة غير متوقّعة مع آليّ فائق السرّيّة، ينطلقان في مغامرة مثيرة وحافلة بالحركة لإحباط مؤامرة أحد الأشرار الماكرين.

## طاقم التمثيل
- تشارلين يي
- جون كراسينسكي
- جيسون سوديكس
- مايكل بينا
- كونستانس وو
- إسحاق ريان براون
- آنا أكانا
- كيتانا تورنبول
- جيت يورجنسمير
- بيتسي سودارو

## التقييم
حصل الفيلم على تصنيف عالٍ في قاعدة بيانات أفلام الإنترنت ، حيث حصل على 6.6 نجوم من أصل 10، على موقع Rotten Tomatoes على الإنترنت ، حصل الفيلم على 67٪ من الجمهور.

## وصلات خارجية
- الجيل القادم على موقع IMDb (الإنجليزية)
- الجيل القادم على موقع ميتاكريتيك (الإنجليزية)
- الجيل القادم على موقع روتن توميتوز (الإنجليزية)
- الجيل القادم على موقع نتفليكس (الإنجليزية)
- الجيل القادم على موقع ألو سيني (الفرنسية)
- الجيل القادم على موقع أول موفي (الإنجليزية)
- الجيل القادم على موقع فيلمافينيتي (الإسبانية)
- الجيل القادم على موقع قاعدة بيانات الفيلم (الإنجليزية)
- الجيل القادم على موقع ليتربوكسد (الإنجليزية)
- الجيل القادم على موقع كينوبويسك (الروسية)